# Xã York, Quận Athens, Ohio
Xã York (tiếng Anh: York Township) là một xã thuộc quận Athens, tiểu bang Ohio, Hoa Kỳ. Năm 2010, dân số của xã này là 7.761 người.